# 花の詩女 ゴティックメード
『花の詩女 ゴティックメード』（はなのうため ゴティックメード、GOTHICMADE）は、2012年11月1日劇場公開の日本のアニメーション映画作品。当初は、『GOTHICMADE ゴティックメード-花の詩女-』という名称で宣伝されていた。キャッチコピーは「氷の女王・カイゼリン、それは美しくも恐ろしい」。

## 概要
原作・監督・脚本・絵コンテ・レイアウト・原画・全デザインを永野護が担当した。
『月刊ニュータイプ』2006年5月号から3か月連続で製作発表を行い、以後公開までに約6年を要している。企画発表時から長らく『GOTHICMADE ゴティックメード -花の詩女-』の題名であった。
巨大戦闘ロボットと少年と少女との出会いという単純な物語であることは明かされたが、その具体的内容は公開まで極力隠す方針がとられた。これほど情報漏洩がされなかった映画は、SNS登場後の映画界では異例となる存在であり、それだけ情報統制がされていた。当初は配信形態未定の30分程度となる予定だったが、公開延期を繰り返し、最終的には70分の劇場版長編アニメーションとして完成した。公開時期の変遷により、2012年春の公開の予告に合わせて角川書店65周年記念作品との名目を与えられたが、公開は同年秋への延期を経て11月1日と決定された。
メインの作画スタッフが3人と、劇場版アニメーションとしては異例とも言える少人数である。また、セルや背景美術の素の色彩の美しさを見せたいという意向で制作当時ではまだ珍しかった12K解像度（2018年末の監督舞台挨拶にて、この映画が4Kではなく12K、総容量1.5テラバイトであることが明かされた）を採用したり、カイゼリンの駆動音にIHIジェットサービスの協力を得るなど、随所に永野のこだわりが反映されている。そのため、2013年11月現在の一般家庭ではオリジナル版の解像度で視聴する術がない。
音楽は長岡成貢が担当。永野が、妻である川村万梨阿が出演と主題歌（エンディング）の歌唱を担当していたOVA作品『神秘の世界エルハザード2』で音楽を担当していた長岡を気に入り、この作品の企画に着手した時点で彼を起用することを決めていた。また、本作品のストーリーは2004年に催された第22回斎王まつりに作曲家とボーカリストとして参加した長岡と川村に永野が同行した際、斎宮からの着想で決定した。
2012年10月10日発売の『ファイブスター物語』期間限定スペシャルプライス版BDには、本作品についてのスペシャルガイドDVDが特典として同梱された。
永野による漫画作品『ファイブスター物語』の連載を休止して制作が行われてきたが、設定や登場人物などには同作品と共通する部分も多く、スピンオフとも窺える内容となっている。上映館での観覧者には、週替わりで登場キャラクターの絵柄とトランプのスートの入ったカード（ハート：詩女・ベリン、スペード：皇子・トリハロン、ダイア：ツバンツヒ、クラブ：マウザー）が1枚配られる。上映館にて1800円で販売されている『ファイブスター物語トランプ』のエクストラカードとして、その裏面には『ファイブスター物語』のロゴが印刷されている。この配布ルールに沿った配布が行われていたのは初期だけで、上映期間が4週未満の上映館では全種の配布は行われない、上映館での公開日から配布自体が行われていない館もあり、その一方で割当数を配布してしまった上映館の中には代替品を配布する館もあった。
なお、『ファイブスター物語』は2013年4月に従来の設定を大幅に改変し、本作品の設定を引き継ぐ形で9年ぶりに連載を再開した。これに伴い、本作品中の出来事も『ファイブスター物語』の年表に 星団暦451年ロードヘリオシスの戦い(FSS13巻) と記載される。
原作者の意向によりソフト販売や配信はされていないが、公開10周年を迎え2022年11月1日-10日にかけて東京・TOHOシネマズ 新宿ほか全国約50館でリバイバル上映。

## ストーリー
「茜の大地」とも呼ばれている惑星連合の管理下にある植民惑星「カーマイン・プラネット」で、詩女を継ぐことになった少女ベリンは、最初の公務として生まれ故郷からその任地、聖都「ハ・リ」への都行という任務により旅立った。出発間際、ベリンを狙ったテロ計画から一行を警護するとして現われた戦艦シワルベを率いて現れたドナウ帝国の第三皇子トリハロンが、ベリンたち一行に同行することになる。

## 登場人物
※カッコ内の名前はキャスト紹介時及びワールドガイド、DESIGNS4、FSS13巻にて明かされた別呼称
ベリン・アジェリ（ベリン・ラーン アジェリマグダル・ユニオV　花の詩女ラーン）
声 - 川村万梨阿
本作の主人公。16歳（※地球人相当年齢）で詩女（うため）として「誕生」した少女。身長158cm。アジェリは本名ではなく、生まれ故郷の地名アジェリ地方に由来し、ベリンの生地の村人からベリン・アジェリと呼ばれている。詩女のしきたりに従い故郷で1年間の詩禊（うたみそぎ）と呼ばれる禊を済ませたのち、最初の任務、聖都「ハ・リ」への都行（みやこいき）を行うことになる。彼女を狙うテロの可能性があるとして、惑星連合評議会から要請を受けたドナウ帝国が派遣した皇子トリハロンが護衛として都行の旅を共にすることになる。礼儀正しく振る舞うが、ドナウ帝国次期皇帝に嘲り嫌味を言ったり、カーマインを見下すトリハロンに負けず劣らずの歪みを露骨に抱える。楚々とした乙女然としている分だけタチが悪く、文字通り慇懃無礼である。戦争・暴力・兵器を嫌っていたが、人殺しの道具と自身で評していたウォー・キャスターであるトリハロンが帯刀もせず豪雨の中を警護する姿に、自身の偏った考えを猛省し一定の理解を示すようになる。荒涼な都行の道すがら生まれ故郷の花の種子を撒いてきたことから後に「花の詩女」と謳われ後世に名を遺すことになる。トリハロンとの共通点である自らの存在が流血を招くとして、トリハロンと共にそれぞれの立場で流血を減らす努力をすることを彼に要請する。平和と惑星カーマインの地位向上に尽力した功績を讃え受け継ぐとして聖都「ハ・リ」も彼女の苗字を取って「ラーン」（DESIGNS4及びFSS13巻より）に改名される。
ドナウ・ガァ・トリハロン（"サイレン・ザ・グレート"フィルモアI）
声 - 佐々木望
超軍事大国「ドナウ帝国」の第三皇子。金髪碧眼で長身痩躯のいかにも王子様という外見。身長190cm。皇帝の子という意味ではなく皇位を継承する者として「皇子」と称される皇位継承者たる次期皇帝である。年齢は18歳くらい（※地球人相当年齢）。生まれながらにして世界最高クラスの地位と才能を持ち合わせ、少々へそ曲がりではあるが皇帝よりも高い人望と信頼を集めている。ベリンに対するテロの計画があるとして惑星連合評議会からの要請により、皇帝旗艦シワルベを率い母国からベリンの護衛として派遣された。育ってきた環境も価値観もまるで違うベリンとは悉く反目し合う。当初、カーマインを見下し根拠も無く一方的に批判するベリンと反発し合うが、都行でベリンに触れることで心を通わせるようになる。シワルベなどの兵器を近付けないようにベリンから要請を受けて、雨中停泊のベリンのセイラーの警護として人知れず帯刀もせず一人雨の中を佇むなど、その行動は誠意に富む。テロリストと戦火を交えた結果、テロの標的はベリンだけでなく、むしろ自分自身であったことを知ることとなる。都行の警護のお礼として、ベリンから自ら織り上げた惑星カーマインの別名「茜色の大地」にちなんだ茜色の織物を贈られた。流血を減らすというベリンとの約束を交わし、国民から期待されていた次期皇帝位を兄に譲り、その後17年をかけて周辺諸国をまとめあげて西の大国「太陽王国」との巨大統合帝国「フィルモア帝国」の初代統合皇帝に即位する（NT2013年5月号より）。ベリンから贈られた布は皇帝が羽織る皇帝衣となった。
統合帝国を血統で統治することを厳に禁じ、それを統合帝国の礎とした。自身も生涯妻を娶らず子孫を残さなかった。
ラブ（ザ・ライブ・オブ・セントリー / ゴッド・オブ・ファイブスターストーリーズ）
声 - 大谷育江
ワラビットという動物の幼獣。ベリンが詩禊を行った石窟に住んでいたらしい。性別は女の子。巨大な鳥に頭を齧られたり、トリハロンとベリンの仲を取り持とうとして逆にベリンに足蹴にされたり、トリハロンにウォー・キャスターの腕力で時速200km以上の超豪速球でぶん投げられたりする本作のコメディリリーフ。しかし滑稽に見える描写の裏では実際に頭蓋骨が砕けたり首の骨が折れて死亡しており、その都度たった数秒で何事も無く生き返っていたという不可思議な生物である。テロリストとの戦いの後では非情な戦いぶりを巫女達から忌み嫌われたトリハロンに対して健闘を讃えるなど健気な一面も見せる。ラブの正体についてはセントリー「ライブ」の項参照。
アデム（アデム・ライト・ミカレス）
声 - 折笠愛
ベリンの補佐を務める聖都「ハ・リ」の最高神官。最高神官としての最初の仕事として、ベリンと共にハ・リへの旅をする。身長173cm。ベリンの教育係で相談役でもあるアデム自身も、ベリンの補佐として選ばれた存在である。意外とオチャメとの設定がある。アデム以外の5人の女官も先代詩女の女官に代わり聖都「ハ・リ」にてベリンを支える為に都行に同行する。ベリンと同様にトリハロン一行を侮蔑する。
ボットバルト（ボットバルト・デュー・バルバロッサ大王）
声 - 大塚明夫
トリハロンが幼少の頃からトリハロンに仕えている副官。身長210cm。トリハロンの性格を知り尽くしており、トリハロンの下で参謀的な役割を担う。ボットバルト自身もドナウ帝国の構成国バルバロッサ王国の国王かつウォー・キャスターでもある。生涯、トリハロンだけに仕えた。
ムンセン（ムンセン・ルルラン・“ル・ゾラ”）、ナナド（ナナド・ホル・“フ・リエ”）
声 - 幸田夏穂、小林由美子
詩女の行幸に付き従い護衛する「護衛神官」と呼ばれる役目の神官。身長ムンセン165cm ナナド180cm。「ボルテッツ」を使うが、2人は通常のボルテッツのみならずウォー・キャスターをも上回る反応速度を持つ、最強の護衛、最強魔導師である。戦いを一方的に批判するベリンに、トリハロンはこの2人もまたウォー・キャストと同様の存在だと切り返した。
ルドルフ・サヤステ（ルドルフ・サヤステ　シュペール太閤）
皇帝直下の騎士、ハイランダーで、ゴティックメード・ウィリーズ(NT2022年12月号より)を担当する。身長210cm。他国の出身だがドナウ帝国の騎士として皇帝に仕え、帝国のすべての騎士の教官も務めるドナウ帝国最強の騎士。
シャンディ・マーカス（シャンディ・マーカス　ハロルドラント王女）
ゴティックメード・メロウラを担当するもう一人のハイランダー。ドナウ帝国の構成国の一つハロルドラントの王女。身長202cm。サヤステと同格の強さを持ち、トリハロンの教師でもある。シワルベの唯一の女性乗組員で、シャンディー以外の乗組員は全て男性である。
ブラウニー・ライド
ドナウ帝国の誇る天才GTMガーランド。身長182cm(DESIGNS3より)。カイゼリンやメロウラをはじめとするホルダ型ゴティックメードは彼によるもの。シワルベに乗艦し、トリハロンと同行していた。
謎の男（ユーゴ・マウザー教授）
声 - 三木眞一郎
都行の旅を追跡していた一団の指揮者。逆立った髪の毛で目の周りには模様が描かれるなど奇抜な外見をしている。周到に手引きしたテロリストの敗退に子供っぽく悔しがるなど言動もエキセントリック。正体はシステム・カリギュラのGTMガーランドであるユーゴ・マウザー教授。身長200cm。胸には5本のシグナルボーダーを持つ。自身が開発したボルドックスとカイゼリンとの戦いを見届ける為に、テロリストを手引きしてトリハロンの一行を追跡してきた。トリハロン皇子がカイゼリンを携えてシワルベでベリンの警護を行うことも用意周到に計画されたことであること、この計画にはドナウ帝国をはじめ惑星連合のほぼ全ての国が関与していることがマウザーの口から語られる。もっとも当人はテロ計画の成否自体には興味はない様子（本当はマウザー自身もGTM「マークII」でトリハロン襲撃に加わる予定であったが、「カイゼリンに見とれて援護を忘れた」と後に告白している）。GTMガーランドのみならず騎士の力をも持つ重合人間（ポリメリゼーション・キャスター）という特殊な人間である。
謎の女（エルディアイ・ツバンツヒ）
声 - 三石琴乃
都行の旅を追跡していた一団の1人。髪色は淡いターコイズグリーンで月代を思わせる髪型に頭部の左右に大きな髪飾りを付け、オレンジの瞳とイエローのアイシャドウと眉の下のペイントなどマウザーに劣らぬ奇異な風貌の女性。正体はシステム・カリギュラのGTMガーランド、エルディアイ・ツバンツヒ。身長192cm。あらゆる能力を持つ重合人間（ポリメリゼーション・キャスター）で、GTM・マークIIおよびGTM・マークIIIのガーランドにしてマークIIIの操縦者。マウザーと同じく、胸には5本のシグナルボーダーを持つ。マウザー教授と行動を共にし、ボルドックスとカイゼリンとの戦いを見届け、ボルドックスの敗北に自身のマークIII・リッタージェットを使えば良かったとマウザーをからかう。しかしテロ計画には興味を持っている様子はなく、ベリンとトリハロンに注目し行動を随時監視し、その未来への興味を口にしていた。そして、1500年後、3000年後に再びこの地に戻ってくると言い、マウザーらと共に「スタント遊星」に帰還した。
追跡者たち（シオの門番）
マウザー、ツバンツヒとともにGTM・マークIIに搭乗し都行の旅を追跡していた7人の部下。全員が揃いの笠と着物という異国的な出で立ちだが、目を覆うマスクから光が明滅する、服の鎖骨部分の模様から目が現れる、人間の腕から武器を仕込んだ機械の腕に変形する、機械的な音声など普通の人間とは到底思えない異様さを漂わせる。
語り（ナレーション）
声 - 榊原良子
詩女原母（ヘリオス・ナイン・ユニオIII）
声 - 川村万梨阿
ベリンの神託としてトリハロンの前に炎を伴って姿を現した詩女たちの始祖と言われる女性。またの名を「炎の女皇帝」。過去に君臨したこの世界の支配者である。
詩女たち
ベリンの神託に詩女原母とともに現れた8人の詩女たち。登場したのは星の詩女スジタス、水引の詩女アオイ、黒の聖女ダッカス、開国の詩女リルレ、集約の聖女ユールラ、中原の詩女ナイミン、北限の詩女オーハイネ、緑の聖女ジスデラ。
なお、歴代の詩女はこれで全員ではなく、また「〜の詩女」と呼ばれているわけでもない。
アルカナス大皇帝
ドナウ帝国の今上元首で、トリハロンの父。3人の息子と3人の娘をもうけ、トリハロンは3人兄弟の三男。パンフレットの人物紹介には登場するが、劇中未登場(FSS13巻にて登場)。
エピローグに登場する4人組（クリスティン・V　ファティマ・町　ファティマ・エスト　ノルガン・ジークボゥ=レーダー9世）
ベリンの撒いた種により荒野から一転した一面の花の咲きほこる街道に、トリハロンのガットブロウを身につけた『ファイブスター物語』の登場人物、クリスティン・V（後述の年代より『ファイブスター物語』本編より年配に描かれている）、ファティマ・町、ファティマ・エストの3人（NT2013年5月号より）と、酷く痛んだドナウ帝国の紋章の入った指輪を嵌め、トリハロンがベリンから贈られた織物と同じ色と同じ模様の衣をまとって皇帝となった姿のノルガン・ジークボゥことレーダー9世（DESIGNS4、FSS15巻、NT2021年7月号より）が登場する。子孫を残さなかったトリハロンとは直接の血縁はないため新しく「フィルモア帝国」となった帝国内の王族のひとつからの血統のようであるが、衣を纏っているためトリハロンの後継者であることは間違いない。
NT2021年7月号にて星団暦3159年の出来事と明かされた。

## 登場メカニック

### ゴティックメード
ドナウ帝国のゴティックメードは、ホルダ型と呼ばれており、攻撃と防御共に優れ、ドナウ帝国の軍事力の源でもある。各種機種はホルダ型のバリエーションとなっている。劇中には5機種が登場したが、永野護によると劇場公開時点で20機種のデザインが完了しているとのこと。
ディー・カイゼリン (Die Kaiserin)
ドナウ帝国の所有する皇帝機で、トリハロンが貸与され乗機としているホルダ17型ゴティックメード。アウトメタ型ライオンフレームと呼ばれるフレームを採用している、機体形式は「Pzkprbt-キ-707 Horda 17a」、エンジン型式は、ペダン・ワイオ＝ペダン型エンジン「ハ=FDK-Y-ON」。Pzkprbtはパンツァー・カンプ・ロボーターの略で、キは機体、ハは発動機を意味する。「ドナウ帝国の氷の女王」・「氷の女皇帝」・「ガラスのカイゼリン」などの異名を持ち、周辺諸国の畏怖の対象でもある。そのデザインはかつてこの世界に君臨した恐怖の象徴として人々に記憶されている支配者を模したものであるとされる。その外見は、戦争・暴力・兵器を嫌うベリンに美しいと言わしめてしまうほど。カラーリングは黒と白のツートンカラー。しかしドナウ帝国を象徴する色である黒色と白色の部分は意図的に発色させているに過ぎず、装甲は本来全て透明で状況によって様々な色に変化する。カイゼリンの異様な起動音にボットバルトは「わが帝国のGTM起動音は、女性の幽霊が泣き叫ぶような音」と説明していた。戦闘終了後の現場検証においては誰も乗っていない状態で広大な荒野に飛び散った残骸の中から、テロリストの正体を示す物証となる、掌に収まる小さな物体を先んじて見つけ出すほどの探査能力を発揮していた。
全高：26.7m 本体重量：189t 戦闘重量：232t 通常出力：149.0TW（2026億4000万PS） 最大出力：22,300TW。（30兆3280億PS）
ディー・メロウラ
声（メロウラのシン・ファイア） - 麦人
ドナウ帝国騎士団の所有するホルダ19型駆逐ゴティックメード。ドナウ帝国の騎士団の中でもトップクラスのハイランダーとよばれる皇帝代理騎士が搭乗する。現在は、ハイランダーの一人シャンディ・マーカスが使用している。盾には竪琴を弾く人魚の絵が描かれている。
ディー・ウィリーズ
ドナウ帝国騎士団の所有するホルダ23型駆逐ゴティックメード。ドナウ帝国の騎士団の中でもトップクラスのハイランダーとよばれる皇帝代理騎士が搭乗する。現在は、もう一人のハイランダー、ルドルフ・サヤステが使用している。本編未登場(NT2022年12月号デザイン公開)。
ライルンレー・エルベ　ライルンレー・ライン
ドナウ帝国騎士団の所有するデバイス（主力）ゴティックメード。ホルダ11型（エルベ）13型（ライン）。機体自体は本編未登場だが、ラインのコクピットがシワルベ内にて待機中の騎士のシーンで登場している（記述は機体名含めリッターピクト、NT2022年7月号より）。
ボルドックス
ベリン暗殺のためにテロ組織が送り込んだとされる新型ゴティックメード。正式名称ゾルダートX-3・ボルドックス。システム・カリギュラのユーゴ・マウザー教授が設計開発した最新型ゴティックメードで、機体を見たトリハロンやボットバルトがボルドックスと呼んでいたことから、その存在は既に知られている。パンターフレームと呼ばれるフレームを採用し、劇中には頭部形状の異なる赤色と青色の2機が登場する。
マークII
飛行形態で登場する灰色の機体。ティーガーフレームと呼ばれるフレームを採用しており、人型から飛行形態への変形機能を有する特殊なゴティックメード。飛行形態でも着陸状態では4肢は固定されておらず、浮上したのち背中に装備する飛行ユニットに身体と4肢を引き込んで（永野護曰く、完全変形）から飛行する。劇中では8機編隊で登場。ベリンの都行を光学迷彩などを用いた隠密行動にて監視する謎の男と謎の女の一団が運用していた。頭頂高24m、全高29m。絶大な威力を誇る全長35mにも及ぶ最終兵器バスターランチャーをも標準装備している。劇中では、バスターランチャーの表面が氷結していたが、これは冷却で結露した水が凍結していたもので、バスターランチャーが高温になっている状態を表現しており、いつでも射撃可能なスタンバイ状態であった。正式な呼称はGTMゲート・シオン・マークII・ナンバーIII。
マークIII・リッタージェット
飛行形態で登場する白い機体。「破烈の人形」というサブネームを持っている。マークIIと共に都行の旅を隠れて追跡する一団に所属する謎の女ツバンツヒが開発し自身が搭乗する。マークIIよりも二周りほど大きく馬力も桁違いで、加速時には光の翼のようなものが現れ、マークII以上の轟音を発する。マークIIと同じくバスターランチャーを装備するが、ドレインプレートがより大型化し、更に連射も可能である事でラピデア・カノンと呼ばれる。マークIIと同じくティーガーフレームを採用しており、人型から飛行形態への変形機能を有する特殊なGTMである。
バーガハリ
聖都ハ・リに配備されているゴティックメード。本編未登場(FSS13巻デザイン公開)。

### セイラー
この世界の船はハーモイド・システムによる浮遊によって航行する。その場は宇宙航行から地上滑走までを含む。セイラーとは大型の艦船を示す言葉だが、大小含めての艦船の総称ともなっている。前述の通り大型の物をセイラー、中型の物をスキッパー、小型の物はバージと呼ばれている。この世界での主な移動手段は全てセイラーである。
シワルベ（ダランス）
声（シワルベ艦内アナウンス） - 麦人
ドナウ帝国が建造した最新型の皇帝旗艦で、シワルベ型戦艦の1番艦。上映終了後に固有名称はダランスと発表された。変形機能を有し、高速航行形態では全長680mに伸長して恒星間を超光速で航行し、戦闘形態では全長400mとなり非常に厚い装甲と防御システムに護られる。しかし戦艦と言えどその主な役割は、最強の戦闘兵器・ゴティックメードの運搬整備運用で、艦内のほとんどはゴティックメードの格納庫となっている。見習いの少年兵や少年騎士が多く乗り組んでいる。
トリハロンの乗艦としてカーマイン・プラネットへと降り立つ。当初はベリンのセイラーの直上に滞空して警備をしていたが、兵器を人々に見せたくないと考えるベリンからの要請を受け入れたトリハロンの指示により、少し離れた位置や雲の中など都行の一行と交流する住民からは見えない位置から一行を警護することとなった。皇帝旗艦であるため、居住スペースの内装は豪華。4カンプフグルッペ（48機）のゴティックメード、多数の戦闘機や爆撃機など陸海空軍に相当する1個師団も搭載している。明らかにされているシワルベに搭載されているゴティックメードは、カイゼリン1機、メロウラ1機、ウィリーズ1機、デバイス（主力）機のライルンレー･エルベとライルンレー･ライン各数機。
聖都ハ・リに到着した後、ベリンとは別れ本国に帰還する。
シワルベはその後も改装を重ねながら使用され続け、エピローグにも登場し、スキッパーの船団とともに再び飛来する。
ベリンのセイラー
ベリンの都行の為に新たに建造された地上滑走式のスキッパー。固有名称は無く、詩女の都行で新たに建造され、新たな詩女の名前が付けられる。全長29mで、平均的なスキッパーより少し大きい。太古からの海上航行のイメージで、外装下部には波の模様が描かれている。材質は木材だが、その下には装甲として最新のヘリオス・システムを搭載しており、ゴティックメードによるビーム光線をも跳ね返す。

## 用語
ゴティックメード (Gothicmade・GTM)
人型装甲戦闘兵器、Panzer Kampf Roboter（パンツァー・カンプフ・ロボーター）。ハーモイド・エンジンと呼ばれる永久機関で動く全高約25mの巨大人形兵器。地上から宇宙まであらゆる領域に対応する最強の万能兵器で、銃剣ガット・ブロウを用いた戦闘速度は亜光速（それも99.9999････%のほぼ光速)に達する。その為、一般の人間には瞬間移動しているのようにか見えない。駆動関節として、ツインスイング・フレキシブル・キールで駆動される2本の背骨、ツインスイング・オフセット関節を採用し、肩腰踵にはアシリア・セパレートと呼ばれる螺旋ツインスイング関節を採用している。ヒトに近い形状をしているが骨格形状をはじめヒトのそれと同一にする必然は無いとして相違する部分もある。非常に硬質なヘリオス装甲を装備していることから、ガット・ブロウをもってやっと溶解、炎上、爆発せしめる。またバスターランチャーの直撃にはさすがに原子レベルにまで分解されてしまう。身体的にその衝撃に耐える為にもウォー・キャスターによる操縦が必須となっている。
ゴートとは過去に君臨した支配者を指し、ゴティックメードとはそれにより作られた存在という意味。集団戦闘が基本となっており、主力たるデバイス（主力）GTM、突撃隊となるバーチカル（突撃）GTM、指揮官仕様のリッター（指揮）GTM等の役割に応じた複数の仕様分類がある。
皇帝機
皇帝もしくは皇帝の近親者が登乗するゴティックメードのこと。カイゼリンがドナウ帝国の皇帝機である。王族や元首クラスの人物は率先して前線に出る習わしとなっていること、皇帝機の敗北は許されないことから、皇帝機には最強が求められる。ドナウ帝国の皇帝機カイゼリンの価格は、一般的なゴティックメードの10倍に相当する。
ツインスイング関節
2枚の板を同心円の弧として重ねた外見で、スライドさせることで角運動を行う。自身の過去の作品を含めて過去の架空戦闘ロボットの関節では高速で関節を動かした場合に瞬時に止めることを考慮していないとして、永野護が考案した。止める方法は摩擦で、その為に面積を広く確保する構造となっている。動きを止めた直後は摩擦熱で白熱化して1万度近い高温となることがあり、随時の冷却を必要とする。
アシリア･セパレート
ゴティックメードの肩や腰、足首などの複雑な動きをする部位に用いられているツインスイング関節の特殊な部分。「アシリア螺旋スイング関節」とも呼ばれる。ねじりひねり関節の総称。
ヘリオス･キルテッド
ゴティックメードの装甲に用いられているガラス質の物質で、自己修復能力を備えた結晶を積層化した構造を持つ。これにより光学兵器はほぼ無効化され、物理的かつ熱力学的威力を組み合わせた兵器であるガット・ブロウがゴティックメードの主兵装となった。ガット・ブロウをもってしてやっとヘリオス装甲を破壊できる。盾はさらに堅牢な超硬化ヘリオス結晶で作られている。
ガット･ブロウ
ウォー・キャスターが所持する電磁溶解剣。正式名称はエレクトロ・マグニフィケーテッド・カーソル・ガット・ブロウ (EMGB)。一見すると単純な剣のようであるが、刃は無く、そして銃の機能を併せ持つ。振り下ろす物理的力に加えて電磁プラズマの力で対象物を溶かし、切断する。また、電磁プラズマを射出する射撃兵器としても使用することも出来る。15kg以上の重さと電磁プラズマの制御が難しく、一般の人が扱うのは難しい。刀剣部分は伸縮し、縮めた状態で携行する。ガット・ブロウはサイズが違うもののゴティックメードの主兵装でもある。このガット・ブロウをもってしてゴティックメードはやっと破壊できる。
シン・ファイア
ゴティックメードの頭部に収められている、ゴティックメードを司るプラズマガス状の半有機電子頭脳。女性のようなシルエットを出したり人語を発声することもある。
ヴィーベロック
大出力のエネルギー兵器で、カイゼリンの固定武装。装甲の内側に本体が装備されているが、装甲から少し離れた位置で実体化するため装甲には開口部が無い。発射に1秒掛かることから交戦状態では使いにくい。劇中では、カイゼリンに倒され戦闘能力を失った赤色のボルドックスにトドメを刺す為に使われた。トリハロンは敵を根絶やしにすることで戦いの連鎖を断つ意図ではあったが、戦意喪失している相手に攻撃を加えたことでベリン達から非難される。
ウォー・キャスター
数千年前に数世代に渡り遺伝子操作されて生まれたブリーデッド・ヒューマンの戦闘人種。通常の人間とは桁があまりにも違うほどの、骨格、筋力、五感、反応速度を持つ。その能力は戦争で利用されたが、ウォー・キャスターの反乱を恐れた支配者は自らも身体改造を行いウォー・キャスターとなった。その結果、その末裔である各国の指導者にはウォー・キャスターの能力を持つ者が多い。ガット・ブロウと呼ばれる銃剣を用いて戦い、また、強大な能力を必要とするゴティックメードの操縦もウォー・キャスターが担うこととなった。現在では戦闘人種というよりも権力の象徴として権力者が自ら名乗るものという意味合いの方が強い。一部の者は「天を取る者」として"ヘッドライナー"と自称しているという。
ハイランダー
ドナウ帝国でナンバー1・ナンバー2の騎士（ウォー・キャスター）に与えられる称号。トリハロンも能力的にはハイランダーの称号の資格を持つが（永野護はトリハロンは能力的にはナンバー3と説明もしている）、皇位継承者としてハイランダーの称号を受けていない。ボットバルトの言によれば、トリハロンとカイゼリンとの組み合わせは帝国最強という。
皇帝旗艦
皇帝が搭乗、もしくは皇帝搭乗を前提で建造された旗艦。
詩女（うため）
惑星カーマインの民をまとめる女性指導者。カーマインの複数の部族や国家を良き方向へ導く役目を担う。時が訪れると代替わりが行われ、次代の詩女に指名された少女は生まれた土地の祠に1年間篭って代々の詩女の記憶を受け継ぐ詩禊（うたみそぎ）を行った後、都行（みやこいき）と呼ばれる都へ登る儀式を経て正式に詩女となる。預言（予言ではない）を発するとされるが、その詳細は不明とされる（その預言を直接受けた者だけが知っているとされる）。ウォー・キャスターは人民支配を目的とするものだと批判するベリンに対し、詩女も支配の為の存在だとトリハロンは反撃した。詩女の能力などは不明な点が多い。
詩禊（うたみそぎ）
詩女として指名された少女が都行の前に1年間行う儀式。生地の祠や石窟に篭り過去の詩女達から直接記憶を次々引き継いでいき、その記憶を頭の中で整理していく。この記憶の引継ぎと整理が１年もかかる。詩禊により、千年前に起きた全ての出来事の何月何日にどこで何が起きたかまで記憶している。
都行（みやこいき）
詩女に指名された少女が、生まれ故郷からその任地である聖都ハ・リに登上する儀式。都行の途中で様々な人々と交流し、人々の幸せを祈り、悩みを聴き、助言を与える。惑星カーマインのどこからであっても、都行には数ヶ月から約半年の期間をかけて行われる（あえて辺境のルートをとっている）。ハ・リに到達することで、先代詩女やそれに仕える全ての役職も退任し、新詩女と新たな神官達が執政を行なっていく。
ボルテッツ
ウォー・キャスターとほぼ同時期に生まれた戦闘人種で、身体能力を増幅されたウォー・キャスターと並ぶ、精神エネルギーを増幅された超人類。杖と腕輪で能力を増幅して魔法のような攻撃を行う。しかしボルテッツの反応速度はウォー・キャスターを下回ることから、ウォー・キャスターと対峙するには非力である。ウォー・キャスターは人殺しの道具だとウォー・キャスターであるトリハロンに批判するベリンに対して、トリハロンはベリンのお付きのムンセンとナナドの二人の警護神官もウォー・キャスターと同じ戦争の道具のボルテッツだと指摘する。その指摘に対し確固たる論的根拠があるわけではないベリンは、二人は人を傷付けたりしないと必死に言い募るもマトモに反論できなかった。
聖都ハ・リ
詩女の都行きの目的地。詩女が実際に政務などを行う場所で、豊かなオアシスを持ち惑星カーマインの中心となる独立した都市。星都ハ・リとも呼ばれる。詩女などの能力者たちの力と勤勉な民の努力によって栄えている。詩女はハ・リの中央に位置する本宮で公務を行い、政治や学問を司る東の宮、経済と文化を司る西の宮とで運営され、国家国境に左右されずカーマイン全土に影響力を与えている。詩女の言葉を聴きに各地から人々が集まってくる。後に（主人公の）ベリンの功績から彼女の苗字を取って「ラーン」（DESIGNS4及びFSS13巻より）に改名されることになる。
惑星カーマイン
カーマイン・プラネット。作品の舞台となる惑星の名前で「茜の大地」とも呼ばれる。惑星連合の管理下にある植民惑星の一つで、入植された星で様々な民族が暮らしており、数千年の長きに渡って資源搾取と弾圧が行われてきた歴史を持つ。厳しい自然環境と惑星連合からの搾取で人々は貧しい営みをしているが、民衆は皆平和を望んでいる。人類の生存領域は北半球のみに限られており、その中で更に複数の民族がそれぞれ国家を形成している状況にある。中央アジアに近い気候や文化様式となっている。
後に聖都ハ・リが「ラーン」と改名されるとほぼ同じくして「ボォス」と改名される（DESIGNS4及びFSS13巻より）
セントリー
惑星カーマインに存在するもの。惑星カーマインに住む人々は皆知っているが肉眼でもレーダーでもとらえることができず、どのような姿をしているのかも不明、ただし、「ライブ」と呼ばれるセントリーの主だけは誰でも見ることができる。詩女だけが総てのセントリーを見ることができると言われる。劇中では磁気嵐の雷雲の中にセントリー「ブリッツ」が姿を見せたという詩女ベリンの発言がある。
セントリー「ライブ」
セントリーの主。総ての物質の実体化、具象化と言われ、「生命」そのものの主格とまで言われている。詩女以外には姿の見えない他のセントリーと異なり唯一誰でも見える存在だが、その姿は見た人によって全く異なり不定形な存在としかわかっていない。今回劇中ではワラビットのラブの姿をとっていた。
ドナウ帝国
惑星カラミティ・ゴーダース（NT2013年5月号より）にあるトリハロンの母国。30以上の領主を従える強大な軍事力を持つ惑星連合で最大の軍事国家。カーマイン・プラネットをはじめ数多くの惑星を植民地としており、惑星連合評議会でも重要な位置にある。しかし、かつて分離した西の大国「太陽王国」（ワールドガイド及びDESIGNS4より）とは対立的関係（劇中では、トリハロンに対し「そなたの東の国」と話し掛ける初代詩女のセリフがある）にあり、帝国内部では皇位継承権などを巡る争いの絶えない不安定な面も抱えている。
ドナウ騎士団
惑星連合の中でも強大な軍事力を誇るドナウ帝国が擁する騎士団。デバイス（主力）GTM・ライルンレー・エルベ、ライルンレー・ラインを装備している。
ガーランド
ゴティックメードの設計開発を担当する技術者の総称。理論のみならず彼らの直感に負う部分も多く、貴重な人材である。個人がガーランドとして設計を行う者もいる一方で、集団で設計開発が行うこともある。ドナウ帝国のゴティックメードは、ドナウ・エンペラー・ガーランドが開発を担当している。
カンプグルッペ
戦闘団という意味の言葉で、当作品では騎士団の小隊を表す。ドナウ帝国ではゴティックメード12機で一つのカンプグルッペとなっており、シワルベは4つのカンプグルッペ（すなわち48機）を搭載している。

## スタッフ
- 原作・監督・脚本・絵コンテ・レイアウト・原画 - 永野護
- 作画監督 - 名倉靖博
- 原画 - 門上洋子、山形厚史
- 美術監督 - 小倉宏昌
- 音響監督 - 若林和弘
- 編集 - 松永ホマレ
- 音楽 - 長岡成貢
- 音楽プロデューサー - 矢部敦志
- スペシャルサンクス - 富野由悠季、安彦良和
- 製作 - 井上伸一郎
- 企画 - 安田猛、矢野健二
- プロデューサー - 榎本郁子、富樫真
- 製作プロデューサー - 堀裕治
- 制作 - オートマチック・フラワーズ・スタジオ、角川書店

## 主題歌
「空の皇子 花の詩女」主題歌
作詞 - 川村万梨阿 / 作曲 ・編曲- 長岡成貢 / 歌 - 川村万梨阿
「ベリンの数え詩」挿入歌
作詞 - 川村万梨阿 / 作曲・編曲 - 長岡成貢 / 歌 - 川村万梨阿
「茜の大地」エンディング
作詞 - 川村万梨阿 / 作曲・編曲 - 長岡成貢 / 歌 - 川村万梨阿

## 関連商品

### 音楽作品
主題歌 「空の皇子 花の詩女」 音楽 =長岡成貢 ・ 歌 ＝ 川村万梨阿
iTunes Store・レコチョクにてカラオケver.とも各250円（税込）で配信。
音楽CD 「花の詩女 ゴティックメード」 オリジナル・サウンドトラック 音楽 =長岡成貢 ・ 歌 ＝ 川村万梨阿
日本コロムビアより2012年10月31日発売。COCX-37648 2,800円（税抜）
1.ベリンのテーマ
2.詩女の旅立ち
3.セイラーソング
4.歴史の闇〜ウォーキャスター
5.湖水地方
6.トレーサー
7.暗雲〜太陽風の気まぐれ
8.種の理由
9.ゴティックメード V1
10.ゴティックメード V2
11.GTM・カイゼリン
12.巨大な陰謀
13.都にて…
14.ベリンの数え歌
15.茜の大地
16.空の皇子 花の詩女
音楽CD 川村万梨阿 31周年ベストアルバム オデッセイ
DISK4のボーナストラックにて「空の皇子 花の詩女 －リユニオン－(劇場SE入りバージョン)」収録

### 書籍作品
角川書店 『花の詩女 ゴティックメード ワールド ガイド』
2013年3月9日発売 定価2,310円（税込) ISBN 978-4-04-110403-3
A4変型 オールカラー160ページ
青土社 ユリイカ
2012年12月臨時増刊号 総特集†永野護 定価1,300円（本体1,238 円) ISBN 978-4-7917-0246-6
副題「『ファイブスター物語』の普遍、『花の詩女 ゴティックメード』の衝撃」

## ネットラジオ番組
『GTM Podcast まも☆しん』が2012年1月26日から2012年12月26日まで月2回の予定での不定期更新でポッドキャスト配信された。全14回＋特別編。番組収録は角川書店社長室で行われた。出演は、パーソナリティは監督の「まも」こと永野と角川書店社長（当時）の「しん」こと井上伸一郎。特別編のぞ☆まりはトリハロン役の佐々木望とベリン役の川村万梨阿。配信は、永野護のfacebookでも行われているが、古いものは配信停止が行われてPodcast限定となっている。
- 2012年1月26日 まも☆しん #00 23分 タイトル無し
- 2012年2月14日 まも☆しん #01 24分 タイトル『〜新規映像も出ましたね〜』
- 2012年2月20日 まも☆しん #02 19分 タイトル『主役メカ・カイゼリンについてトークを繰り広げるはずが……！？』
- 2012年3月18日 まも☆しん #03 27分 タイトル『月刊ニュータイプ2012年4月号の“あの表紙”について……！？』
- 2012年3月28日 まも☆しん #04 23分 タイトル『『まも☆しん』第4回では「おしえて！まもまも」特集！』
- 2012年4月24日 まも☆しん #05 10分 タイトル『アニメコンテンツエキスポ2012内で開催したイベントの模様をダイジェストでお届け！』
- 2012年8月16日 まも☆しん 特別編 のぞ☆まり 42分 タイトル『トリハロン役の佐々木望さん&ベリン役の川村万梨阿さんによる特別編！』
- 2012年8月22日 まも☆しん #06 27分 タイトル『久々に「まも」と「しん」が揃って番組をお届けします！』
- 2012年9月19日 まも☆しん #07 17分 タイトル『今回は「まも」と「しん」がGTMのメカについて語ります！』
- 2012年9月26日 まも☆しん #08 15分 タイトル『『公開前1ヶ月となった今回はGTM主題歌情報をはじめ新情報が満載！』』
- 2012年10月17日 まも☆しん #09 23分 タイトル『いよいよ『GTM』2012年11月1日公開！永野監督みずから関連商品について語る！』
- 2012年10月28日 まも☆しん #10 21分 タイトル『まも☆しんの2人が『GTM』公開直前の心境を激白！？』
- 2012年12月14日 まも☆しん #11 25分 タイトル『『GTM』公開で反響が殺到！』
- 2012年12月26日 まも☆しん #12 28分 タイトル『番組のエンディングで衝撃の発表が！？』

## 上映期間終了後の再上映
本作品は画質、音声などの収録データ容量の膨大さ故に公開当時家庭のTVで視聴可能なメディアの作成が技術的に不可能だったため、映像ソフトの発売が予定されていなかった。
このため上映期間の終了をもって鑑賞する手段がなくなるはずであった。
ところが、上映終了した映画をリクエストを受け付けて再上映するサービス「ドリパス」にリクエストが集まって再上映が決定したことがきっかけとなり、
当サービスに頻繁にリクエストが行われ、その都度日本各地の映画館で再上映されるという形で、最初の封切りから4年以上を経た2017年においても、映像ソフト化がされず劇場でのみ鑑賞できるという希有な映画となっている。